# Hetauda
Hetauda (nep. हेटौडा) – miasto w południowym Nepalu; stolica dystryktu Makwanpur. Według danych szacunkowych na rok 2010 liczy 83 807 mieszkańców. Ośrodek przemysłowy.